# Kabinett Kretschmann II
Das Kabinett Kretschmann II bildete vom 12. Mai 2016 bis zum 11. Mai 2021 die Landesregierung von Baden-Württemberg.
Winfried Kretschmann führte in seiner zweiten Amtszeit als Ministerpräsident eine grün-schwarze Koalition aus Bündnis 90/Die Grünen und CDU, die in Folge der Landtagswahl 2016 gebildet wurde. Es handelte sich bei der auch „Kiwi“-Koalition genannten Regierung um die erste Koalition der Grünen mit der CDU als Juniorpartner auf Landesebene.
Der Koalitionsvertrag datiert auf den 9. Mai 2016 und trägt den Titel „Baden-Württemberg gestalten: Verlässlich. Nachhaltig. Innovativ.“ Der Entwurf wurde am 2. Mai vorgestellt. Am 6. Mai stimmten der CDU-Landesparteitag in Ludwigsburg und am 7. Mai 2016 die Grüne Landesdelegiertenkonferenz in Leinfelden-Echterdingen jeweils mit großen Mehrheiten der Koalitionsvereinbarung zu.
Roland Muschel, Redakteur der Südwest Presse, deckte im Juli 2016 auf, dass Grüne und CDU parallel geheime Nebenabsprachen getroffen haben, die im Widerspruch zum offiziellen Koalitionsvertrag stehen: Laut diesem stehen, mit Blick auf die Schuldenbremse und einen ausgeglichenen Etat, alle „finanzwirksamen Maßnahmen“ unter einem Haushaltsvorbehalt. Notfalls soll von teueren Vorhaben Abstand genommen werden. Gemäß den Nebenabsprachen gilt dieser Haushaltsvorbehalt jedoch nicht für 43 besondere Vorhaben, für die quasi eine Umsetzungs- und Finanzierungsgarantie vereinbart wurde. Dazu gehören etwa ein Sanierungsprogramm für Verkehrswege, Hochbau und Hochschulen oder Maßnahmen zur Digitalisierung. Die Umsetzung der aufgeführten Projekte ginge im Zweifelsfall zulasten von Vorhaben, die nicht auf der Geheimliste stehen. Für seinen investigativen Bericht erhielt Roland Muschel 2017 den 3. Preis beim Wächterpreis der deutschen Tagespresse.
Die Kabinettsliste wurde am 10. Mai 2016 vorgestellt. Die Wahl des Ministerpräsidenten und die Vereidigung der Minister fand am 12. Mai 2016 statt.

## Kabinett
| Amt/Ressort                                                                                  | Foto                                         | Name                                                                         | Partei | Partei                         | Staatssekretär | Partei | Partei |
| -------------------------------------------------------------------------------------------- | -------------------------------------------- | ---------------------------------------------------------------------------- | ------ | ------------------------------ | --- | ------ | ------ |
| Ministerpräsident Kirchenbeauftragter                                                        |                                              | Winfried Kretschmann                                                         |        | Grüne                          | Volker Ratzmann Bevollmächtigter des Landes beim Bund bis Februar 2020 Andre Baumann Bevollmächtigter des Landes beim Bund ab Februar 2020 Theresa Schopper Politische Koordination bis 9. Oktober 2018 Florian Stegmann Chef der Staatskanzlei Koordinator der Landesregierung für Bürokratieabbau und bessere Rechtsetzung ab 9. Oktober 2018 |        | Grüne  |
| Stellvertretender Ministerpräsident                                                          |                                              | Thomas Strobl                                                                |        | CDU                            | |        |        |
| Inneres, Digitalisierung und Migration Landesbeauftragter für Vertriebene und Spätaussiedler | Martin Jäger bis 16. März 2018               | Thomas Strobl                                                                | CDU    | CDU                            | |        |        |
| Inneres, Digitalisierung und Migration Landesbeauftragter für Vertriebene und Spätaussiedler | Wilfried Klenk ab April 2018                 | Thomas Strobl                                                                | CDU    | CDU                            | |        |        |
| Inneres, Digitalisierung und Migration Landesbeauftragter für Vertriebene und Spätaussiedler | Julian Würtenberger April 2018 bis Juni 2019 | Thomas Strobl                                                                | CDU    | CDU                            | |        |        |
| Finanzen                                                                                     |                                              | Edith Sitzmann                                                               |        | Grüne                          | Gisela Splett |        | Grüne  |
| Kultus, Jugend und Sport                                                                     |                                              | Susanne Eisenmann                                                            |        | CDU                            | Volker Schebesta |        | CDU    |
| Wissenschaft, Forschung und Kunst                                                            |                                              | Theresia Bauer                                                               |        | Grüne                          | Petra Olschowski |        | Grüne  |
| Umwelt, Klima und Energiewirtschaft                                                          |                                              | Franz Untersteller                                                           | Grüne  | Andre Baumann bis Februar 2020 | | Grüne  |        |
| Wirtschaft, Arbeit und Wohnungsbau                                                           |                                              | Nicole Hoffmeister-Kraut                                                     |        | CDU                            | Katrin Schütz |        | CDU    |
| Soziales und Integration                                                                     |                                              | Manfred Lucha                                                                |        | Grüne                          | Bärbl Mielich |        | Grüne  |
| Ländlicher Raum und Verbraucherschutz                                                        |                                              | Peter Hauk                                                                   |        | CDU                            | Friedlinde Gurr-Hirsch |        | CDU    |
| Justiz und Europa                                                                            |                                              | Guido Wolf                                                                   | CDU    |                                | |        |        |
| Verkehr                                                                                      |                                              | Winfried Hermann                                                             |        | Grüne                          | |        |        |
| Staatsrätin für Zivilgesellschaft und Bürgerbeteiligung                                      |                                              | Gisela Erler                                                                 | Grüne  |                                | |        |        |
| Staatsministerin im Staatsministerium                                                        |                                              | Klaus-Peter Murawski bis 31. August 2018 Theresa Schopper ab 9. Oktober 2018 | Grüne  |                                | |        |        |

## Wahl des Ministerpräsidenten
Kretschmann wurde am 12. Mai 2016 vom Landtag zum Ministerpräsidenten gewählt.
142 Abgeordnete gaben ihre Stimme ab, eine Grünen-Abgeordnete fehlte erkrankt. 82 Abgeordnete stimmten für Winfried Kretschmann, 57 Abgeordnete stimmten mit Nein. Es gab eine Enthaltung und zwei Stimmen mit anderen Namensnennungen, die im Plenarprotokoll aber nicht vermerkt wurden. Damit hatten mindestens sieben Abgeordnete aus dem Regierungslager dem Ministerpräsidenten ihre Stimme verweigert.